# Академическая гребля на летних Олимпийских играх 1924 — одиночки
Соревнования по академической гребле среди мужчин в одиночках на летних Олимпийских играх 1924 года прошли с 14 по 17 июля на реке Сена в северо-западном предместье Парижа Аржантёе. В соревновании приняли участие 8 спортсменов из 8 стран. Впервые в академической гребле в рамках Олимпийских игр были проведены отборочные заезды, в которых принимали участие спортсмены, выбывшие на предварительной стадии.
Действующий олимпийский чемпион американец Джон Келли-старший был включён в состав сборной США для участия в Играх, но выступал в соревнованиях двоек парных.
Олимпийским чемпионом 1924 года стал британец Джек Бересфорд, который на Играх в Антверпене всего секунду уступил Келли-старшему в борьбе за золотую медаль. Именно Бересфорд, ставший незадолго до начала Игр победителем «Бриллиантовых вёсел», считался главным фаворитом соревнований. Серебряную медаль парижских Игр завоевал американец Уильям Гилмор, а бронзу выиграл действующий чемпион Европы швейцарец Йозеф Шнайдер.
На Играх 1924 года гребцы из Польши и Австралии дебютировали в олимпийских соревнованиях по академической гребле.

## Призёры
| Золото                        | Серебро           | Бронза                  |
| Джек Бересфорд Великобритания | Уильям Гилмор США | Йозеф Шнайдер Швейцария |

## Рекорды
До начала летних Олимпийских игр 1924 года лучшее олимпийское время было следующим:
| Лучшее олимпийское время | Спортсмен        | Время   | Место     | Дата            |
| ------------------------ | ---------------- | ------- | --------- | --------------- |
| Лучшее олимпийское время | Джон Келли (USA) | 07:35,0 | Антверпен | 29 августа 1920 |

По итогам соревнований американец Уильям Гилмор смог улучшить данный результат, закончив дистанцию в первом раунде с результатом 07:03,2.

## Расписание
| Дата    | Раунд            |
| ------- | ---------------- |
| 14 июля | Первый раунд     |
| 14 июля | Отборочный заезд |
| 17 июля | Финал            |

## Результаты

### Первый раунд
Победитель каждого заезда проходил сразу в финал соревнований. Спортсмены, занявшие второе место, получали право стартовать в отборочном заезде, а гребцы, финишировавшие третьими, выбывали из борьбы за медали.

#### Заезд 1
| Место | Спортсмен                 | Страна    | Время      | Отставание | Примечания |
| ----- | ------------------------- | --------- | ---------- | ---------- | ---------- |
| 1     | Артур Булл                | Австралия | 7:19,0     | +0,0       | F          |
| 2     | Марк Деттон               | Франция   | 7:19,2     | +0,2       | R          |
| 3     | Анджей Осецимский-Чапский | Польша    | неизвестно | неизвестно |            |

#### Заезд 2
| Место | Спортсмен       | Страна     | Время      | Отставание | Примечания |
| ----- | --------------- | ---------- | ---------- | ---------- | ---------- |
| 1     | Йозеф Шнайдер   | Швейцария  | 7:15,6     | +0,0       | F          |
| 2     | Констант Питерс | Нидерланды | 7:17,8     | +2,2       | R          |
| 3     | Артур Белея     | Канада     | неизвестно | неизвестно |            |

#### Заезд 3
| Место | Спортсмен      | Страна         | Время     | Отставание | Примечания |
| ----- | -------------- | -------------- | --------- | ---------- | ---------- |
| 1     | Уильям Гилмор  | США            | 7:03,2 OB | +0,0       | F          |
| 2     | Джек Бересфорд | Великобритания | 7:07,4    | +4,2       | R          |

### Отборочный заезд
Победитель заезда выходил в финал и продолжал борьбу за медали. Остальные гребцы выбывали из соревнований.
| Место | Спортсмен       | Страна         | Время  | Отставание | Примечания |
| ----- | --------------- | -------------- | ------ | ---------- | ---------- |
| 1     | Джек Бересфорд  | Великобритания | 8:00,5 | +0,0       | F          |
| 2     | Констант Питерс | Нидерланды     | 8:09,4 | +14,4      |            |
| 3     | Марк Деттон     | Франция        | DNF    | DNF        |            |

### Финал
В финале соревнований во второй раз по ходу Игр встретились британец Джек Бересфорд и американец Уильям Гилмор. На предварительной стадии Гилмор был быстрее на 4 секунды, в результате чего Бересфорду пришлось участвовать в отборочной гонке. В решающем заезде мог повториться сценарий четырёхлетней давности, когда Бересфорд проиграл другому гребцу из США — Джону Келли-старшему и стал серебряным призёром, однако в этот раз британец смог опередить своего соперника и выиграл у Гилмора на финише почти 5 секунд. Борьба за третье место велась между швейцарцем Йозефом Шнайдером и австралийцем Артуром Буллем, но за 300 метров до финиша Булл сошёл с дистанции и Шнайдер спокойно завершил дистанцию, завоевав бронзовую медаль.
| Место | Спортсмен      | Страна         | Время  | Отставание |
| ----- | -------------- | -------------- | ------ | ---------- |
| 1     | Джек Бересфорд | Великобритания | 7:49,2 | +0,0       |
| 2     | Уильям Гилмор  | США            | 7:54,0 | +4,8       |
| 3     | Йозеф Шнайдер  | Швейцария      | 8:01,1 | +11,9      |
| 4     | Артур Булл     | Австралия      | DNF    | DNF        |